# Tiopental
El tiopental o tiopentat de sodi és un somnífer barbitúric. Destaca el seu curt temps de vida mitjana. A Espanya es comercialitza amb els noms comercials de Penthotal® i Nedonal®. No té efecte analgèsic, s'usa com a sedant, anticonvulsionant o hipnòtic segons les dosis. En molts països és el barbitúric més usat. També és l'estàndard amb el que es comparen els nous barbitúrics.
El metohexital presenta un temps de vida mitjana similar al tiopental, però no es comercialitza a Espanya.

## Característiques físiques i químiques
El tiopental és un àcid dèbil que es comercialitza en pols. És liposoluble i al pH sanguini està 60% no ionitzat o sigui farmacològicament actiu.

## Efectes
A dosi d'1 mg/kg a 2 mg/kg és sedant i anticonvulsionant, mentre que de 3 mg/kg a 7 mg/kg és hipnòtic. Produeix lleugera hipotensió arterial, disminució del cabal cardíac i taquicàrdia compensadora. És depressor respiratori central. Produeix poc dolor a injecció o flebitis.
S'ha de dissoldre al 2,5% en adults i a l'1% en nens. A dosi de 5 mg/kg fa efecte en menys d'un minut i la recuperació s'assoleix als 6 a 12 minuts. La metabolització és hepàtica.

## Toxicitat
En ser molt alcalí l'extravasació és molt irritant i produeix necrosi dels teixits. La injecció intraarterial compromet greument la irrigació del membre produint necrosi i lesions neurològiques. En cas d'injecció accidental s'han d'administrar vasodilatadors, anestèsics locals per la mateixa vena o artèria, anticoagulació sistèmica i bloqueig anestèsic del membre.